# 格拉斯科普夫格拉本河
48°59′14″N 10°41′49″E / 48.98734°N 10.69696°E
格拉斯科普夫格拉本河是德國的河流，位於該國東南部，由巴伐利亞負責管轄，屬於洛特巴赫河的右支流，河道全長1.3公里，流經魏森堡-貢岑豪森縣。